# Ahomadégbé
Ahomadégbé è un arrondissement del Benin situato nella città di Lalo (dipartimento di Kouffo) con 4.215 abitanti (dato 2006).